# 1770
| 1770               |
| ------------------ |
| Dødsfald - Fødsler |
| • Begivenheder     |

| Gregoriansk kalender | 1770 MDCCLXX            |
| Ab urbe condita      | 2523                    |
| Armensk kalender     | 1219 ԹՎ ՌՄԺԹ            |
| Kinesiske kalender   | 4466 – 4467 己丑 – 庚寅 |
| Etiopisk kalender    | 1762 – 1763             |
| Jødisk kalender      | 5530 – 5531             |
| Hindukalendere       |                         |
| - Vikram Samvat      | 1825 – 1826             |
| - Shaka Samvat       | 1692 – 1693             |
| - Kali Yuga          | 4871 – 4872             |
| Iransk kalender      | 1148 – 1149             |
| Islamisk kalender    | 1184 – 1185             |

Konge i Danmark: Christian 7. 1766 – 1808
Se også 1770 (tal)

## Begivenheder

### Udateret
- En koppeepidemi bryder ud i Europa.
- En dansk flåde bombarderer Algier[1]

### Januar
- 10. januar – Den første danske vejviser udkommer, den bliver udarbejdet af Agent Hans Holck

### Marts
- 5. marts - i Boston tørner britiske tropper sammen med dele af befolkningen, senere benævnt "Bostonmassakren", som er med til at fremkalde den amerikanske uafhængighedskrig

### April
- 29. april - den britiske opdagelsesrejsende James Cook ankommer til Botany Bay i Australien

### Maj
- 16. maj - Kronprinsen af Frankrig, den senere kong Ludvig 16., vies til Marie-Antoinette, prinsesse af Østrig

### September
- 14. september - Struense ophæver censuren og der indføres trykkefrihed i Danmark. Struenses reformer bliver dog senere indskrænket

### Oktober
- 20. oktober – helligdagsreformen for Danmark-Norge bliver vedtaget
- 28. oktober - ved lov afskaffes 3. Påskedag, 3. Pinsedag og 3. Juledag i Danmark

### November
- 1. november – Technische Universität Berlin grundlægges
- 7. november - En bekendtgørelse advarer danskerne om den truende pest, der hærger i alle omkringliggende lande. Pesten er startet som byldepest i Konstantinopel og har bredt sig gennem Europa. I Stockholm er 40.000 døde af pesten; i Karlskrona 16.000. I Danmark bliver der indført strenge karantæne- og kontrolforanstaltninger - men forgæves…
- 14. november - den skotske opdagelsesrejsende James Bruce opdager Den Blå Nil, som på det tidspunkt anses for Nilens vigtigste kilde

### December
- 10. december - Johann Friedrich Struensee afskediger alle ministrene og fjerner dermed geheimekonseillet (dvs "regeringen"), sådan at magten kommer til at ligge hos ham selv

## Født
- 20. marts – Friedrich Hölderlin, tysk lyriker (død 1843).
- 27. august – Georg Wilhelm Friedrich Hegel, tysk filosof (død 1831).
- 19. november – Bertel Thorvaldsen, dansk billedhugger (død 1844).
- 16. december – Ludwig van Beethoven, tysk komponist (død 1827).

## Dødsfald
- 8. april – Giuseppe Tartini, komponist og violinvirtous (f. 1692)
- 27. maj – Sophie Magdalene af Brandenburg-Kulmbach, dansk dronning (født 1700).